# Franz Xaver Huber (Satiriker)
Franz Xaver Huber (geboren am 10. Oktober 1755 in Beneschau in Böhmen; gestorben am 25. Juli 1814 in Mainz) war ein österreichischer Journalist, Satiriker und Librettist.

## Leben
Huber war der Sohn von Johann Paul Huber, Feldscher im k. k. Regiment Hildburghausen, und von Anna Maria Huber.
Er arbeitete zunächst in Prag und ab 1781 in Wien als Journalist für verschiedene Zeitschriften.
Am 28. September 1797 heiratete er in Wien die Pianistin und Komponistin Walburga Willmann. Trauzeuge war der Komponist Franz Xaver Süßmayr.
Ab 1804 musste er als Parteigänger Napoleons Österreich verlassen und hielt sich seitdem in verschiedenen deutschen Städten auf, darunter München und Mainz.
Er verfasste neben seinen journalistischen Arbeiten mehrere Satiren sowie zahlreiche Lustspiele und Libretti zu Singspielen und Opern, darunter namentlich den Text zu Ludwig van Beethovens Oratorium Christus am Ölberge.
Die Namensgleichheit mit dem ebenfalls 1755 geborenen Innviertler Publizisten Franz Xaver Huber verursacht einige Verwirrung in der Literatur und insbesondere bei den Lexikografen. Häufig werden Werke des einen dem anderen zugeschrieben bzw. ein falsches Todesdatum angegeben, also für den hier Behandelten das Todesjahr des Publizisten 1809. Die Werkszuschreibung ist teilweise auch nicht eindeutig möglich.
Die Sing- und Lustspiele können wohl dem hier behandelten Librettisten, die in Salzburg erschienenen Schriften mit Ausnahme von Frater Felizians merkwürdiger Reise dem Innviertler Publizisten zugeordnet werden. 
Auch werden ihm öfters fälschlich, da vom Genre her ähnlich und ebenfalls in Wien erschienen, Bühnenwerke von Ludwig Ferdinand Huber zugeschrieben.
Huber starb 1814 im Mainzer Exil im Alter von 58 Jahren.

## Werke
- Religion und Priester. Aufsätze. 3 Teile. Prag & Wien 1782, Teil 1, 2, 3.
- Der Bettelstudent, oder das Donnerwetter, ein Originallustspiel in 2 Aufzügen. Wien 1785.
- Briefe aus Rom über die Aufklärung in Oesterreich. Aus dem Italiänischen von Zakkaria, päbstlichem Geheimschreiber, an seine geistlichen Freunde. Herausgegeben von einem Protestanten. Frankfurt und Leipzig 1785, Digitalisat.
- Der Eselrit nach Holland. Ein Märchen fürs zwanzigste Jahrhundert. Goldbach 1785, Digitalisat.
- Der auf den 24. August 1786 angekündigte Luftball in Augsburg. Ein Heldengedicht in Knittelversen. Augsburg 1786, Digitalisat.
- Der blaue Esel. Eine Geschichte von einem gelehrten Maulthiere geschrieben. Roman. 2 Teile. Leipzig 1786. 2. Aufl. Wien 1789, Teil 1, 2.
- Glaubensbekenntniß eines Christen gegen das Glaubensbekenntniß eines nach Wahrheit Ringenden [= Aloys Blumauer]. Sinai und Golgotha [= Salzburg] 1786, Digitalisat. Auch unter dem Titel: Belehrung an den nach Wahrheit Ringenden.
- Frater Felizians merkwürdige Reise zum Kaiser Karl im Untersberg nächst Salzburg. Mayr, Salzburg 1787, Digitalisat (Zuordnung unklar).
- Herr Schlendrian, oder der Richter nach den neuen Gesezen. Ein komischer Roman. 2 Teile. Berlin 1787, Teil 1, 2.
- Der Richter über den Herrn Schlendrian.  Ein ebenso komischer Roman als Herr Schlendrian selbst. 3 Teile. Frankfurt & Leipzig 1787, Digitalisat.
- Sonnenklarer Kommentar des sonnenklarsten Buchstabens der neuen Gesetze. Von Herrn Schlendrian, Obersten Richter zu Tropos. Berlin 1787, Digitalisat.
- Lebensbeschreibung des weiland hochgelehrten, ehrengeachteten und kunstreichen Herrn Jodocus Rusch Philosophiae Kandidatus, und gewesenen Bettelrichter. Wien & Leipzig 1788, Digitalisat.
- Franklins freier Wille, ein Wink für denkende Menschen über die Macht des Zufalls. Leipzig u. a. 1789, Digitalisat.
- Das politische Sieb. Herausgegeben von einem Zeitungsklubb. Wien 1791–1792, Digitalisat
- Sarkusa, oder das Land der Freiheit. Ein Märchen aus dem Monde anpassend für unsre Zeiten. Wien 1791, Digitalisat.
- Kann ein Schriftsteller, wie Herr Professor Hoffmann, Einfluss auf die Stimmung der deutschen Völker, und auf die Denkart ihrer Fürsten haben? An Herrn La Veaux, Verfasser des Strasburger französischen Couriers. Wien 1792 (Zuordnung unklar).
- Julchen, oder: Liebe Mädchen, spiegelt euch! Ein Original-Lustspiel in fünf Aufzügen. Wien 1793, Digitalisat.
- Die unvermuthete Entdeckung oder Nicht jeder Bräutigam ist so glücklich. Original-Lustspiel in 5 Aufzügen. Wien 1795, Digitalisat.
- Das unterbrochene Opferfest. Eine heroisch-komische Oper in 2 Aufzügen. Wien 1796. Musik von Peter von Winter.
- Der Wildfang. Komische Oper in 2 A. Nach August von Kotzebue frey bearbeitet. Wien 1797.
- Die edle Rache. Gesänge zur komischen Oper in zwey Aufzügen. Musik von Franz Xaver Süßmayr. 1799, Digitalisat.
- Beytrag zur Characteristik und Regierungs-Geschichte der Kaiser Josephs II. Leopolds II. und Franz II. Zur Prüfung für die Zeitgenossen und zum Behufe für künftige Historio- und Biographen dieser Monarchen. Deferrières, Paris VIII [= 1799/1800], S. 105 ff., Digitalisat (Zuordnung unklar).
- Der Bettelstudent. Eine komische Oper in 2 Aufzügen. Musik von Wenzel Müller. Wien 1800.
- Die Karavane von Kairo. Heroisch-komische Oper in 3 Akten. Musik von André-Ernest-Modeste Grétry. 1801.
- Soliman der zweite, oder die drei Sultaninnen. Ein Singspiel in zwei Aufzügen. Aus dem Französischen des Favart. Musik von Franz Xaver Süßmayr. Wien 1801, Digitalisat.
- Samori. Eine große heroische Oper in 2 Akten. Musik von Georg Joseph Vogler. Wien 1803, Ausg. 1812.
- Christus am Oelberge. Oratorium. Musik von Ludwig van Beethoven. Wien 1804, Digitalisat.
- Der Zerstreute. Komische Oper in 3 Akten. Musik von Franz Teyber. 1805.
- Danaus. Umarbeitung der Tragédie lyrique Les Danaïdes von Antonio Salieri. 1807.
- Die Prüfung. Ein Singspiel in zwey Aufzügen. Musik von Adalbert Gyrowetz. 1813.